# 慈恵病院
慈恵病院（じけいびょういん）は、熊本県熊本市西区にあるキリスト教（カトリック）系の医療法人聖粒会が設置・運営する病院である。マスメディアなどで赤ちゃんポストと俗称される新生児保護施設「こうのとりのゆりかご」を設置、運営することで知られる。
名称が類似する東京慈恵会医科大学と関連施設は、本院と一切の関係を有さない。
1898年（明治31年）10月に私立ハンセン病療養所「待労院」と共に設立され、本院名誉院長蓮田晶一と前理事長兼院長蓮田太二はそれぞれ、戦前期の国文学者蓮田善明の長男と次男である。

## 沿革
- 1898年10月 - ハンセン病診療所待労院を設立したフランス人のカトリック宣教師ジャン・マリー・コール神父とマリアの宣教者フランシスコ修道会の5名の修道女らが、「慈恵診療所」として設置する。
- 1952年4月 - 社会福祉法人聖母会琵琶崎聖母慈恵病院となる。
- 1969年2月	- 熊本大学医学部産婦人科から蓮田太二が着任する。
- 1971年4月	- 蓮田太二が慈恵病院院長に就く。
- 1978年 - 経営体制を医療法人とする。
  - 4月 - 医療法人聖粒会慈恵病院を65病床で設立し、蓮田太二が理事長に就く。
- 1979年6月	- 九州中央病院から外科部長蓮田晶一が院長に就き、蓮田太二は副院長に就く。
- 1998年4月	- 病院創立100年、医療法人設立20周年の記念式典が行われる。
- 2007年5月 - 「こうのとりのゆりかご」の運営を始める。
- 2011年
  - 1月 - 産科・小児科棟「マリア館」の運用を始める。
  - 7月 - 蓮田太二が理事長兼病院長に就き、蓮田晶一が名誉院長に就く。
- 2015年9月	- 蓮田健が副院長に就く。
- 2016年4月	- 熊本地震で病院本館とマリア館が被災するも避難者を受け入れる。
- 2019年3月	- 特別養子縁組あっせん事業を始める。
- 2019年12月 - 日本初の「内密出産」の受け入れを表明[2]。
- 2020年11月 - 蓮田健が院長に就く。
- 2021年12月 - 内密出産で赤ちゃんが生まれた。国内初の事例[3]。

## 組織・診療体制
- 乳腺外科・麻酔科
- 内科
- 産婦人科 - カトリック精神に基づくプロライフ（生命尊重）の立場から、人工妊娠中絶は行わない[4][5][6][7]。熊本地震の際は、自然分娩が事実上不可能な全前置胎盤の症例に帝王切開などで対応した[8]。
- 小児科

## こうのとりのゆりかご
2006年（平成18年）12月15日に「こうのとりのゆりかご」の設置を熊本市に申請して2007年4月8日に許可された。2007年5月10日に、予期せぬ妊娠や赤ちゃんの将来を相談する窓口の「SOS赤ちゃんとお母さんの妊娠相談」と同時に、運用を開始した。2007年から2013年11月までに相談を受けた事例やゆりかごの使用者のうち、「自分で育てることになったのが235件、特別養子縁組を実施したのが190件、乳児院に預けることになったのが28件と、あわせて453人のいのちが救われた」と、2014年に蓮田太二が述べた。
「こうのとりのゆりかご」の活動で公益財団法人社会貢献支援財団から平成26年度（2014年度）社会貢献者表彰「社会貢献の功績」を受けた。

## 交通アクセス
- 熊本桜町バスターミナル（19番のりば）より熊本都市バス 島崎保田窪線・荒尾橋行（W1・W2系統）で「慈恵病院前」下車、徒歩2分。